# Ciprijanova kuga
Ciprijanova kuga je za naziv za pandemiju smrtonosne zarazne bolesti koja je pogodila područje tadašnjeg Rimskog Carstva od 250. do oko 270. godine. Većina povjesničara vjeruje da su u pitanju bile velike boginje. Ime je dobila po Svetom Ciprijanu koji ju je spominjao u svojim spisima. Oduzela je život dvojice rimskih careva - Hostilijana 251. i Klaudija Gotskog 270. Vjeruje se da je značajno pridonijela problemima Rimskog Carstva vezanim uz krizu 3. stoljeća.

## Povezano članci
- Antoninska kuga
- Justinijanova kuga

## Vanske poveznice
- Pontius' Life of Cyprian
- Cyprian's De Mortalitate